# NGC 2320
NGC 2320 (другие обозначения — UGC 3659, MCG 8-13-51, ZWG 234.47, PGC 20136) — эллиптическая галактика (E) в созвездии Рысь.
Этот объект входит в число перечисленных в оригинальной редакции «Нового общего каталога».
В галактике вспыхнула сверхновая SN 2000B типа Ia, её пиковая видимая звездная величина составила 16,5.